# Croton kurzii
Espèce
Croton kurzii est une espèce de plantes à fleurs du genre Croton et de la famille des Euphorbiaceae, présente en Birmanie.
Il a pour synonyme :
- Croton flocculosus, Kurz, 1873